# Aubencheul-au-Bac

Aubencheul-au-Bac este o comună în departamentul Nord, Franța. În 1 ianuarie 2022 avea o populație de 535 de locuitori.